# Nurit Peled
Nurit Peled (hebr. נורית פלד-אלחנן, ur. 1949) – izraelska profesor filologii i edukacji, działaczka na rzecz praw człowieka.

## Życiorys
Wychowała się w rodzinie o tradycjach lewicowo-syjonistycznych. Jej dziadek Awraham Kacnelson był sygnatariuszem izraelskiej deklaracji niepodległości, zaś ojciec, Mattitjahu Peled, generałem, profesorem literatury arabskiej, członkiem Knesetu i działaczem pokojowym. Jej brat, Miko Peled, także działa na rzecz praw Palestyńczyków. W 1997 r. 13-letnia córka Nurit Peled, Smadar, zginęła w wyniku ataku samobójczego przeprowadzonego przez grupę palestyńskich zamachowców.
Była współinicjatorką Trybunału Russella. W 2001 została laureatką Nagrody Sacharowa.
Jest profesorką filologii i edukacji na Uniwersytecie Hebrajskim w Jerozolimie, przetłumaczyła „Le racisme” (1982) Alberta Memmiego oraz „Écrire” (1993) Marguerite Duras na język hebrajski. Jej książka pt. „Palestine in Israeli Books: Ideology and Propaganda in Education” ukazała się w Wielkiej Brytanii w 2012 r.